# Tweede klasse 2004-05 (voetbal België)
Het seizoen 2004/05 van de Belgische Tweede Klasse ging van start op 11 augustus 2004 en de normale competitie eindigde op 8 mei 2005. Van 16 mei tot 2 juni werd nog de eindronde gespeeld. SV Zulte-Waregem won met ruime voorsprong de competitie.

## Naamswijzigingen
- K. Heusden-Zolder SK wijzigde zijn naam in K. Beringen-Heusden-Zolder.

## Gedegradeerde teams
Deze teams waren gedegradeerd uit de Eerste Klasse voor de start van het seizoen:
- K. Heusden-Zolder SK
- R. Antwerp FC

## Gepromoveerde teams
Deze teams waren gepromoveerd uit de Derde Klasse voor de start van het seizoen:
- KV Red Star Waasland (kampioen in Derde Klasse A)
- R. Union Saint-Gilloise (kampioen in Derde Klasse B)
- KV Kortrijk (winnaar eindronde)

## Promoverende teams
Deze teams promoveerden naar Eerste Klasse op het eind van het seizoen:
- SV Zulte-Waregem (kampioen)
- KSV Roeselare (winnaar eindronde)

## Degraderende teams
Deze teams degradeerden naar Derde Klasse op het eind van het seizoen:
- K. Patro Maasmechelen
- VC Eendracht Aalst 2002
- RCS Visétois, verlies in finale eindronde tegen derdeklasser Oud-Heverlee Leuven

Eendracht Aalst en RCS Visétois degradeerden op normale manier naar Derde Klasse, K. Patro Maasmechelen degradeerde naar Vierde Klasse wegens financiële problemen en zou daar het volgende seizoen met -9 punten van start gaan.

## Ploegen
Deze ploegen spelen in het seizoen 2004/2005 in Tweede Klasse:
| Club                       | Plaats       |    |
| -------------------------- | ------------ | -- |
| R. Antwerp FC              | Antwerpen    | 1  |
| SV Zulte-Waregem           | Waregem      | 2  |
| KSK Ronse                  | Ronse        | 3  |
| KV Kortrijk                | Kortrijk     | 4  |
| R. Union Saint-Gilloise    | Brussel      | 5  |
| KV Red Star Waasland       | Sint-Niklaas | 6  |
| KFC Dessel Sport           | Dessel       | 7  |
| KSV Roeselare              | Roeselare    | 8  |
| RCS Visétois               | Wezet        | 9  |
| KFC Vigor Wuitens Hamme    | Hamme        | 10 |
| KAS Eupen                  | Eupen        | 11 |
| KFC Verbroedering Geel     | Geel         | 12 |
| K. Patro Maasmechelen      | Maasmechelen | 13 |
| K. Beringen-Heusden-Zolder | Beringen     | 14 |
| KMSK Deinze                | Deinze       | 15 |
| R. Excelsior Virton        | Virton       | 16 |
| AFC Tubize                 | Tubeke       | 17 |
| VC Eendracht Aalst         | Aalst        | 18 |

| 1 2 3 4 5 6 7 8 9 10 11 12 13 14 15 16 17 18 Geografische verspreiding clubs |

## Eindstand
|    |    |                            | P  | W  | G  | V  | +  | -  | DS  | Ptn |
| -- | -- | -------------------------- | -- | -- | -- | -- | -- | -- | --- | --- |
| K  | 1  | SV Zulte-Waregem           | 34 | 22 | 7  | 5  | 71 | 35 | 36  | 73  |
| EP | 2  | KSV Roeselare              | 34 | 16 | 12 | 6  | 51 | 31 | 20  | 60  |
| EP | 3  | KFC Verbroedering Geel     | 34 | 16 | 8  | 10 | 49 | 36 | 13  | 56  |
| EP | 4  | R. Antwerp FC              | 34 | 15 | 5  | 14 | 48 | 40 | 8   | 50  |
| EP | 5  | KV Red Star Waasland       | 34 | 14 | 8  | 12 | 51 | 55 | -4  | 50  |
|    | 6  | AFC Tubize                 | 34 | 14 | 6  | 14 | 54 | 49 | 5   | 48  |
|    | 7  | KV Kortrijk                | 34 | 13 | 9  | 12 | 56 | 48 | 8   | 48  |
|    | 8  | KSK Ronse                  | 34 | 13 | 9  | 12 | 42 | 51 | -9  | 48  |
|    | 9  | K. Beringen-Heusden-Zolder | 34 | 12 | 11 | 11 | 41 | 41 | 0   | 47  |
|    | 10 | KMSK Deinze                | 34 | 11 | 10 | 13 | 47 | 59 | -12 | 43  |
|    | 11 | KFC Vigor Wuitens Hamme    | 34 | 10 | 11 | 13 | 50 | 47 | 3   | 41  |
|    | 12 | R. Excelsior Virton        | 34 | 10 | 11 | 13 | 43 | 54 | -11 | 41  |
|    | 13 | KAS Eupen                  | 34 | 9  | 14 | 11 | 52 | 46 | 6   | 41  |
|    | 14 | R. Union Saint-Gilloise    | 34 | 10 | 9  | 15 | 41 | 53 | -12 | 39  |
|    | 15 | KFC Dessel Sport           | 34 | 9  | 12 | 13 | 31 | 46 | -15 | 39  |
| ED | 16 | RCS Visétois               | 34 | 10 | 7  | 17 | 52 | 54 | -2  | 37  |
| D  | 17 | K. Patro Maasmechelen      | 34 | 9  | 10 | 15 | 35 | 53 | -18 | 37  |
| D  | 18 | VC Eendracht Aalst 2002    | 34 | 7  | 13 | 14 | 41 | 57 | -16 | 34  |

P: wedstrijden gespeeld, W: wedstrijden gewonnen, G: gelijke spelen, V: wedstrijden verloren, +: gescoorde doelpunten, -: doelpunten tegen, DS: doelsaldo, Ptn: totaal punten
 K: kampioen en promotie, EP: eindronde voor promotie, ED: eindronde voor degradatie D: degradatie

## Periodekampioenen
- Eerste periode: SV Zulte-Waregem, 23 punten.
- Tweede periode: KSV Roeselare, 25 punten.
- Derde periode: SV Zulte-Waregem, 28 punten

## Eindronde voor promotie
Tweede periodekampioen Roeselare, dat bovendien tweede was geworden in de totaalstand, plaatste zich voor de eindronde. Zulte-Waregem dat beide andere periodetitels had gepakt, promoveerde als kampioen op het eind van het seizoen rechtstreeks.
Op de 33ste speeldag was KFC Verbroedering Geel al zeker van de derde plaats in de eindstand en een plaats in de eindronde. Daarachter streden KV Red Star Waasland (50 punten), AFC Tubize (48 punten), KSK Ronse (48 punten) en R. Antwerp FC (47 punten) nog voor de vierde en eventueel de vijfde plaats die een eindrondeticket opleverden. Ook RCS Visé maakte nog een kans op de eindronde. De club stond weliswaar in de staart van de rangschikking, maar stond in de rangschikking van de derde periode op een tweede plaats, met 23 punten, slechts 2 minder dan Zulte-Waregem. De club kon zo bij thuiswinst tegen KFC Dessel Sport en bij een nederlaag van toekomstig kampioen Zulte-Waregem nog deze periode winnen en de eindronde spelen.
Visé ging op de 34ste speeldag echter 0-1 onderuit tegen Dessel Sport en greep zo naast de eindronde. Meer nog, door deze zege sprong Dessel Sport over Visé in de eindrangschikking, Visé eindigde zo op een 16de plaats en moest deelnemen aan de eindronde tussen Tweede en Derde Klasse. Visé verloor daar de finale van Oud-Heverlee Leuven; in plaats van een eindronde te spelen voor promotie naar Eerste Klasse, zakte de club dus naar Derde Klasse.
Van de andere vier clubs die via de eindstand kans maakten op de rangschikking, won enkel Antwerp zijn wedstrijd, de andere drie clubs verloren. Antwerp en Red Star Waasland eindigden zo vierde en vijfde en mochten aan de eindronde deelnemen.
De eindronde werd uiteindelijk vlot gewonnen door Roeselare, dat zo voor het eerst promotie naar Eerste Klasse afdwong.
|   |   |                        | P | W | G | V | +  | -  | DS | Ptn |
| - | - | ---------------------- | - | - | - | - | -- | -- | -- | --- |
| P | 1 | KSV Roeselare          | 6 | 5 | 1 | 0 | 10 | 1  | 9  | 16  |
|   | 2 | KFC Verbroedering Geel | 6 | 3 | 2 | 1 | 12 | 5  | 7  | 11  |
|   | 3 | R. Antwerp FC          | 6 | 1 | 1 | 4 | 6  | 14 | -8 | 4   |
|   | 4 | KV Red Star Waasland   | 6 | 0 | 2 | 4 | 4  | 12 | -8 | 2   |

| Datum      | Wedstrijd                              | Uitslag |
| ---------- | -------------------------------------- | ------- |
| 16/05/2005 | KSV Roeselare - Antwerp FC             | 1-0     |
| 16/05/2005 | Red Star Waasland - Verbroedering Geel | 0-2     |
| 19/05/2005 | Antwerp FC - KSV Roeselare             | 0-2     |
| 19/05/2005 | Verbroedering Geel -Red Star Waasland  | 1-1     |
| 22/05/2005 | Antwerp FC - Red Star Waasland         | 2-1     |
| 22/05/2005 | KSV Roeselare - Verbroedering Geel     | 1-0     |
| 26/05/2005 | Verbroedering Geel - Antwerp FC        | 3-1     |
| 26/05/2005 | Red Star Waasland - KSV Roeselare      | 0-2     |
| 29/05/2005 | Verbroedering Geel - KSV Roeselare     | 1-1     |
| 29/05/2005 | Red Star Waasland - Antwerp FC         | 2-2     |
| 2/06/2005  | Antwerp FC - Verbroedering Geel        | 1-5     |
| 2/06/2005  | KSV Roeselare - Red Star Waasland      | 3-0     |

## Degradatie-eindronde
Het team dat 16de eindigde, RCS Visétois, speelde een eindronde met een aantal derdeklassers en ging daar van start in de tweede ronde van die eindronde.